# Skillingtryck
Skillingtryck är en enkel trycksak som innehåller visor av olika slag, riktade till en bred allmänhet. Tryckgenren går tillbaka till åtminstone slutet av 1500-talet och fortlevde fram till 1900-talets första decennier. Formatet är som regel oktavo, det vill säga ett halvt tryckark som vikts två gånger till ett åttasidigt alster. 
Termen skillingtryck är förknippad med just visor, medan besläktade tryck med prosainnehåll såsom sagor, legender, spökhistorier och äventyr brukar kallas sagotryck eller folkböcker.

## Begreppet

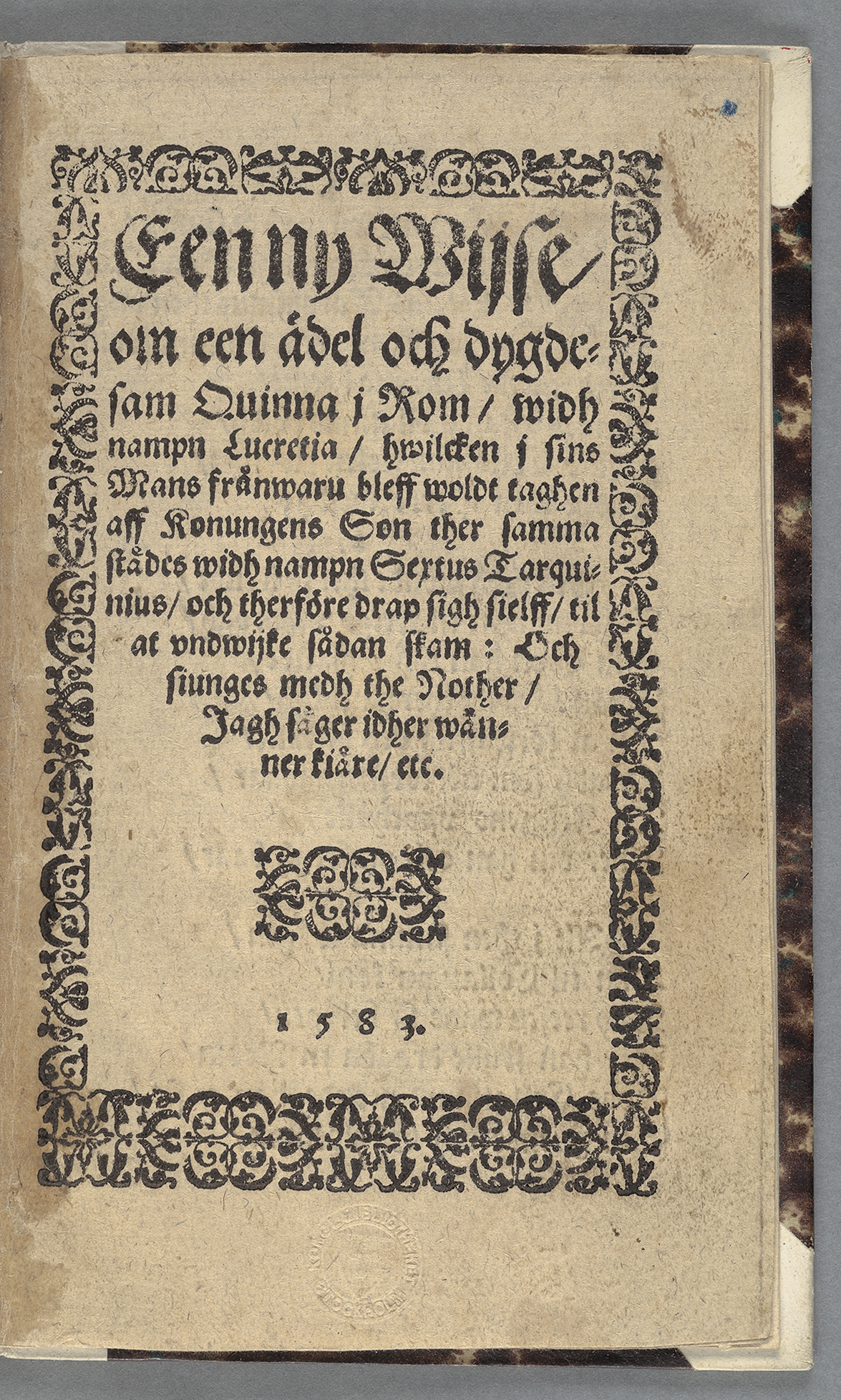
Det äldsta bevarade skillingtrycket i Sverige, Een ny Wijse om een ädel och dygdesam Quinna i Rom trycktes 1583. Kungliga biblioteket.

Det kan vara värt att notera att skillingtryck inte är ett begrepp som har använts av de människor som utgjorde kundkretsen – dessa köpte förmodligen helt enkelt ”visor”. Termen är ett rätt sentida epitet som har myntats av dess kritiker (jfr begrepp som ”billighetslitteratur” och ”25-öresromantik”). Myntvärdet skilling infördes 1776 i Sverige och vid 1800-talets början var just en eller ett par skilling ett vanligt pris på vistrycken. På svenska finns termen ”skillingsvisor” belagt i skrift tidigast 1849, och äldsta belägget för ”skillingstrycket” som begrepp för tryckgenren är från 1884. Även i övriga Skandinavien är begreppssammansättningar med myntvärdet skilling vanliga för vistrycken och de enskilda visorna.
Skillingtryck syftar alltså på själva trycksaken, men i praktiken förknippas termen ofta med en särskild sorts visor, i synnerhet sådana som berättar om ”sorgeliga saker” och förskräckliga brott. Ofta är det sentimentala visor ur den sena skillingtrycksrepertoaren som får bära bilden av det typiska skillingtrycket, men i verkligheten har vistrycken innehållit en stor variation av genrer och stilar: kungahyllningar, psalmer, humoristiska visor, nyhetsvisor och propaganda med mera.

## Historik
Det äldsta bevarade svenska skillingtrycket gavs ut år 1583 och har titeln: Een ny Wijse om een ädel och dygdesam Quinna i Rom. Utgivningen fortsätter med varierande konjunkturer in i modern tid med ett kraftigt uppsving från slutet av 1700-talet i takt med tryckkulturens modernisering och etableringen av tryckerier på allt fler orter. På beställning från försäljare, förläggare eller på eget initiativ framställde tryckarna alster för en växande läskunnig publik. Skillingtrycken såldes på landsbygden av kringvandrande försäljare och på marknader, och senare även i städernas tryck- och affärsbodar. I 1700-talets skillingtryck angavs inte sällan istället för årtal att visan var "tryckt i år", som en sorts försäljningstaktik.
Det medielandskap som tog form i Sverige under 1800-talet hade direkt och indirekt bäring på skillingtrycksmarknaden. En masspridd press växte fram med etableringen av dagstidningar över hela landet. Trycktekniken och tidningsframställningen förbättrades med de nya rotationspressarna. Under seklet förbättrades kommunikationerna och därmed distributionen av trycksaker drastiskt, särskilt i och med järnvägsnätets utbyggnad från seklets mitt. Vid samma tid började telegrafin att tas i bruk, vilket gjorde nyhetsförmedlingen snabbare.
Tidningspressens guldålder brukar omtalas som decennierna kring sekelskiftet 1900, och detta var även kulmen för skillingtrycksmarknaden. Under 1920-talet klingar utgivningen av relativt tvärt med undantag för så kallade tiggarverser av arbetslösa och blinda som, av bevarade tryck att döma, tvärt om upplever sin storhetstid under mellankrigstiden. Efterträdarna för spridningen av populära visor är den nya tidens ljudmedier: radio, grammofonskivor och ljudfilm. Skillingtrycken finner dock sin tryckta motsvarighet i de små häften med schlagertexter som börjar ges ut av bland annat Svenska visförlaget och Nordiska musikförlaget. Dessa häften speglar den nya tidens medieringsvillkor för populära visor: i stället för melodiangivelser i anslutning till texterna uppges till schlagertitlarna ofta skivmärket för aktuella grammofoninspelningar med populära artister. Skillnaden mellan tryckalstren kan sammanfattas som att där skillingtrycken var en primär spridningskanal för visor var schlagerhäftena en sekundär eller kompletterande resurs till ljudmedierna fonogram och radio.

## Melodier

Caffe-wisan. Exempel på siffernotation i skillingtryck tryckt 1847 i Falun (original i Svenskt visarkiv)

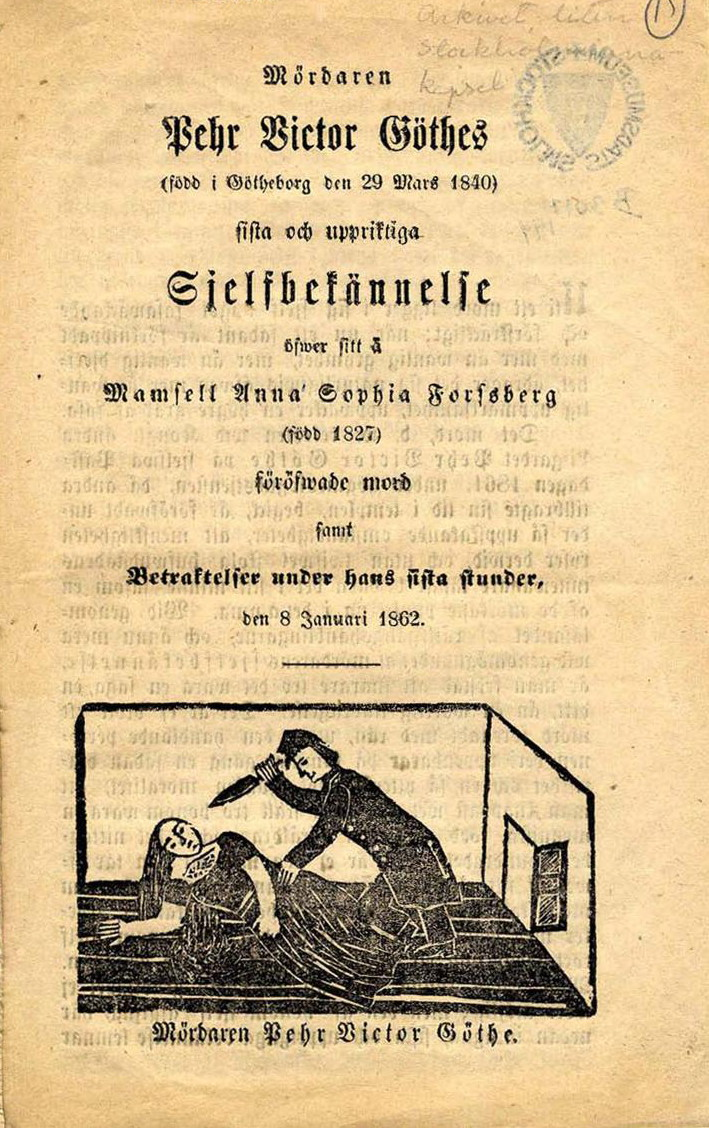
Skillingtryck om
Pehr Victor Göthes mord på Anna Sofia Forssberg 1862.

Skillingtryck kan innehålla allt från en enda till ett tiotal visor, närmare bestämt i form av texter. Noter förekommer i stort sett aldrig, förutom i tryck från en kort period kring 1800-talets mitt där siffernotation för psalmodikon kan förekomma. I stället för noter anges i många fall en förmodat välbekant melodi som texten skulle, eller kunde, sjungas till ("sjunges som..."). Där melodiangivelse saknas anvisas i vissa fall att texten skulle sjungas "under sin egen behagliga ton" och då kan man förmoda att försäljaren föredrog denna. Många visor saknar melodiangivelse över huvud taget och i vissa fall är det uppenbarligen fråga om dikter. Gränsen mellan visa och vers kan alltså vara flytande i dessa tryck. 
Den uppsättning melodier som har använts vid olika tidpunkter representerar olika textmeter. Fram till 1800-talets början valdes de ofta med hänsyn till textens art: utifrån dess andliga eller mera världsliga associationer. Under 1600–1700-talen angavs ofta koraler som melodier till visor med andligt och moraliskt innehåll. Under 1800-talet blir det innehållsliga förhållandet mellan text och melodi mindre påtagligt. Det viktiga var att merparten av publiken kände till melodin.

## Texter och genrer
Ämnesbredden i skillingtrycken genom historien är stor. Skillingtryck före 1700 indelas i "andliga" respektive "världsliga" tryck, av vilka 71 respektive 107 är kända. Under 1600-talet dominerade psalmer och andliga visor, men under 1700-talet då läskunnigheten bland folket gradvis ökade blev innehållet alltmer varierat. Genom den folkliga spridningen fick de tidvis även politisk betydelse för propagandavisor, särskilt under Gustav III:s tid. Under 1700-talet kom också den nyhetsförmedlande visan, som sedan behöll sin starka popularitet. En kategori som fick ett starkt uppsving under 1800-talet var visor som rapporterar om brott och missdådare i samtiden. Under samma tid blir det också vanligt med så kallade kombinationstryck i samband med brottsrapportering, det vill säga skillingtryck som berättar på både prosa och visa. Andra skönjbara kategorier är till exempel tiggarverser, visor om brännvin (för och emot!), historiska visor, nidvisor, visor om olyckor och visor om under. De allra flesta skillingtryck är så kallade blandade tryck, det vill säga tryck som innehåller visor av olika slag. 
Många svenska medeltida ballader är främst kända genom skillingtryck som gavs ut under 1800-talets senare del.

## Bestånd
Numera är cirka 25 000 svenska skillingtryck kända. Den största samlingen i Sverige finns i Kungliga biblioteket som har omkring 15 000 unika tryck.

## Kända visor som spridits i skillingtryck
- Alpens ros(no)
- Amanda och Herman
- Drinkarflickans död
- Elvira Madigan
- Hjalmar och Hulda
- Kors på Idas grav
- Lejonbruden
- Lilla vackra Anna
- Lincolnvisan
- Sinclairvisan
- Älvsborgsvisan
- Fyrvaktarns Dotter

## Fotnoter
1. ↑  Om folkböcker, se Rikard Wingård (2011), Att sluta från början: tidigmodern läsning och folkbokens receptionsestetik. Göteborgs universitet. Institutionen för litteratur, idéhistoria och religion. Diss.
2. ↑  Skillingstryck  i Nordisk familjebok (första upplagan, 1890)
3. ↑  Jonsson, Bengt R. (1967). Svensk balladtradition 1, Balladkällor och balladtyper. sid. 602. https://libris.kb.se/bib/211211
4. ↑  Se vidare Jonsson, Bengt R. (1967), Svensk balladtradition 1, Balladkällor och balladtyper, s. 601–606.
5. ↑  Strand, Karin (2016). Brott, tiggeri och brännvinets fördärv. Studier i socialt orienterade visor i skillingtryck. sid. 12f. Libris 19328954
6. ↑  Kungliga biblioteket (Sv. vitt. F 1700, 1995a).
7. ↑  Strand, Karin (2016). Brott, tiggeri och brännvinets fördärv. Studier i socialt orienterade visor i skillingtryck. sid. 16. Libris 8201624
8. ↑  Ramsten, Märta (2001) [1980]. ”Om folklig vissång: Skillingtryck” (digital). Folkmusikboken. Prisma. Libris 16954982. http://old.visarkiv.se/online/folkmusikboken/Kapitel4/skillingtryck.htm. Läst 4 oktober 2018
9. ↑  Holmberg et al.. En svensk presshistoria. sid. 77–82. Libris 7226558. Läst 13 november 2017
10. ↑  Strand, Karin (2016). Brott, tiggeri och brännvinets fördärv. Studier i socialt orienterade visor i skillingtryck. sid. 27-115. Libris 19328954
11. ↑  Boström, Mathias (2005). Vistryck och inspelningsteknik: möte mellan två medier för spridning av visor kring 1900. Libris 10010406
12. ↑  Margareta, Jersild (1975). Skillingtryck: studier i svensk folklig vissång före 1800. sid. 70; 94f.. Libris 8201624
13. ↑  Strand, Karin (2016). Brott, tiggeri och brännvinets fördärv. Studier i socialt orienterade visor i skillingtryck. sid. 15. Libris 8201624
14. ↑  Jersild, Margareta (1975). Skillingtryck: studier i svensk folklig vissång före 1800. sid. 213. Libris 8201624
15. ↑  Bengt R. Jonsson (1958), Äldre svensk visdiktning och vistradition, s. 31-150. Licentiatavhandling i manuskript, Svenskt visarkivs bibliotek.
16. ↑  Strand, Karin (2016). Brott, tiggeri och brännvinets fördärv. Studier i socialt orienterade visor i skillingtryck. sid. 119-129. Libris 19328954
17. ↑  ”Skillingtryck - En kort dokumentär”. https://www.youtube.com/watch?v=vaQ2MsX-hoA. Läst 24 mars 2021.
18. ↑  Strand, Karin (2016). Brott, tiggeri och brännvinets fördärv. Studier i socialt orienterade visor i skillingtryck. sid. 21. Libris 19328954

## Mer läsning
- Eva Danielson: Skillingtryckarna. Skillintrycksproducenter under det långa 1800-talet (2019). Meddelanden från Svenskt visarkiv 53 på Svenskt visarkiv. ISBN 9789188957276
- Enefalk, Hanna (2013). Skillingtryck!: historien om 1800-talets försvunna massmedium. Opuscula Historica Upsaliensia, 0284-8783; 51. Uppsala: Uppsala universitet, Historiska institutionen. Libris 15217622. ISBN 9789197963268
- Margareta Jersild, Skillingtryck: studier i svensk folklig vissång före 1800 (1975) på Svenskt visarkiv
- Bengt R. Jonsson och Margareta Jersild: "Skillingtryck" ur Svenska visor (1963) på Svenskt visarkiv
- Ulf Peder Olrog (2011). Studier i folkets visor. Utgivna och kommenterade av Mathias Boström, Märta Ramsten och Karin Strand. Skrifter utgivna av Svenskt visarkiv 31. Svenskt visarkiv i samarbete med Samfundet för visforskning 2011. ISBN 978-91-979205-0-6. ISSN 0081-9840.
- Märta Ramsten: "Om folklig vissång: Skillingtryck" ur Folkmusikboken (1980) på Svenskt visarkiv
- Märta Ramsten: De osynliga melodierna. Musikvärldar i 1800-talets skillingtryck (2019). Skrifter utgivna av Svenskt visarkiv 48. ISBN 9789188957344.
- Skillingtryck i Nationalencyklopedins nätupplaga.
- Karin Strand: Brott, tiggeri och brännvinets fördärv. Studier i socialt orienterade visor i skillingtryck (2016). Skrifter utgivna av Svenskt visarkiv 41. ISBN 9789178449514.
- Karin Strand: En botfärdig synderskas svanesång. Barnamord i skillingtryck mellan visa och verklighet (2019). Skrifter utgivna av Svenskt visarkiv 47. ISBN 9789178444144.
- Fyrvaktarns Dotter - Contact Det första skillingtryck som då 1971 var skrivet på 70 år.